# Pseudotabanus frontalis
Pseudotabanus frontalis är en tvåvingeart som först beskrevs av Ricardo 1915.  Pseudotabanus frontalis ingår i släktet Pseudotabanus och familjen bromsar. Inga underarter finns listade i Catalogue of Life.